# Викторианска епоха
Викторианската епоха на Обединеното кралство се нарича периодът на управление на кралица Виктория от юни 1837 до смъртта ѝ на 22 януари 1901 година.
Това е дълъг период на просперитет за британския народ. Приходите от колониите на Британската империя, заедно с индустриалните подобрения вследствие на Индустриалната революция, позволяват на образованата средна класа да се развие.
Епохата често се характеризира като дълъг период на мир, а също и на икономическо, колониално и индустриално укрепване. Този период за кратко е прекъснат от Кримската война, въпреки че Британия воюва през цялото време на далечни фронтове в колониите.
Населението почти се удвоява от 16,8 милиона през 1851 до 30,5 милиона през 1901 г. Ирландското население намалява рязко от 8,2 милиона през 1841 до по-малко от 4.5 милиона през 1901. По същото време, близо 15 милиона емигранти напускат Обединеното кралство и се заселват предимно в САЩ, Канада и Австралия.
Царуването на Виктория беше най-дългото в британската история. През 2017 година кралица Елизабет II подобри рекорда за най-дълго управлявал монарх.

## Култура
Неоготическата архитектура ставала все по-значителна през този период. Архитектурата на Чарлз Бари за новия Уестминстърски дворец, който търпи сериозни поражения след пожара от 1834, наподобявала средновековната архитектура на Уестминстърската зала, единствената оцеляла част от сградата.
В средата на 19 век е проведено Голямото изложение (1851 г.), първият световен панаир, на който са показани най-големите открития на века. В центъра му се намирала Кристалната палата, огромна постройка от стъкло и желязо – първата подобна сграда. Тя е представяна като прототип на съвременната архитектура. Появата на фотографията, която също е представена на Голямото изложение, води до значителни промени във викторианското изкуство, а кралица Виктория става първият британски монарх, който е фотографиран.

## Викториански печат
Населението става все по-грамотно и образовано, за което способстват развитието на комуникациите и възникването на национален печат. Налице е огромно увеличение на печатните издания, което съответствува на нарасналата роля на имперската столица Лондон. Печатът играе централна роля, като диктува и разпространява новините и тенденциите в обществото. Развитието му се дължи на премахването на някои данъци – налозите за реклами (1853), вестникарският гербов налог (1855) и данъците върху хартията (1861). Това създава условия печатът да поевтинее. Въвеждат се и технически нововъведения като нови печатарски преси, захранвани с непрекъснати рула хартия. Първата парна печатна преса е използвана от вестник „Таймс“ през 1814 г., а през 60-те години на 19 век в Англия се въвеждат ротативните печатни преси. Към края на века се въвежда механичният (подвижен) набор.
По-ниската производствена цена оправдава влагането на средства в производството на вестници. Резултатът е повече заглавия и намаляващи цени. Броят на излизащите в Лондон ежедневници нараства от осем през 1856 на 21 през 1900 г., а на вечерните – от 7 на 11. Отмяната на данъците позволява и появата на евтини всекидневници за едно пени. Началото поставя през 1855 г. новият вестник „Дейли Телеграф“. През 1888 г. тиражът му е вече 300 000 екземпляра. Неделните вестници допадат най-много на масовия вкус – например неделният „Лойд'с уикли нюз“ е първият английски вестник, надминал тираж от 100 000 броя. Неделните вестници разчитат на шокиращи и възбуждащи любопитството новини, идващи най-вече от полицията и съда. Повечето влиятелни вестници обаче са седмичници и за приемлив тираж се считат 2000 екземпляра, а за успех – 10 000.
Печатът се налага все повече и в резултат на революцията в комуникациите благодарение на разширяването на железопътния транспорт и подобряването на пътищата. Благодарение на железниците вестниците достигат читателите в страната само часове след отпечатването им. Железниците водят и до все по-масово пътуване до Лондон и обратно в рамките на един ден.

## Забавление
Начините на забавление зависели от социалния статус. Викторианска Британия, подобно на предхождащите епохи, се интересувала от театър и изкуства, а музиката, драмата и операта били много посещавани. Въпреки това имало и други форми на забавление. Хазартните игри на карти в т.нар. казина били много популярни през този период: до такава степен, че евангелистките и реформистките течения насочили цялото си внимание към тези казина в опита си да спрат залагането, пиенето и проституцията.

## Личности
- Чарлз Дикенс
- Чарлз Дарвин
- Хърбърт Спенсър
- Уилям Гладстон
- Бенджамин Дизраели
- Ръдиърд Киплинг